# Episodi di Doctor Who (serie televisiva 1963) (diciannovesima stagione)
Questa voce contiene l'elenco dei 26 episodi della diciannovesima stagione della serie TV Doctor Who, la prima interpretata da Peter Davison nel ruolo del Quinto Dottore. La serie riprende direttamente dalla conclusione della stagione precedente (Logopolis), subito dopo la rigenerazione del Dottore.
Gli episodi di questa stagione sono andati in onda nel Regno Unito dal 4 gennaio al 30 marzo 1982, con una nuova programmazione bisettimanale, e sono del tutto inediti in Italia. Come per tutte le stagioni della serie classica, gli episodi vengono suddivisi in "macrostorie" (in inglese, serial) con una propria continuità narrativa e un proprio titolo, qui indicato nella colonna "Titolo serial" della tabella.
| nº | Titolo originale     | Titolo italiano | Prima TV UK      | Prima TV Italia | Titolo serial    |
| -- | -------------------- | --------------- | ---------------- | --------------- | ---------------- |
| 1  | Castrovalva I        |                 | 4 gennaio 1982   |                 | Castrovalva      |
| 2  | Castrovalva II       |                 | 5 gennaio 1982   |                 | Castrovalva      |
| 3  | Castrovalva III      |                 | 11 gennaio 1982  |                 | Castrovalva      |
| 4  | Castrovalva IV       |                 | 12 gennaio 1982  |                 | Castrovalva      |
| 5  | Four to Doomsday I   |                 | 18 gennaio 1982  |                 | Four to Doomsday |
| 6  | Four to Doomsday II  |                 | 19 gennaio 1982  |                 | Four to Doomsday |
| 7  | Four to Doomsday III |                 | 25 gennaio 1982  |                 | Four to Doomsday |
| 8  | Four to Doomsday IV  |                 | 26 gennaio 1982  |                 | Four to Doomsday |
| 9  | Kinda I              |                 | 1º febbraio 1982 |                 | Kinda            |
| 10 | Kinda II             |                 | 2 febbraio 1982  |                 | Kinda            |
| 11 | Kinda III            |                 | 8 febbraio 1982  |                 | Kinda            |
| 12 | Kinda IV             |                 | 9 febbraio 1982  |                 | Kinda            |
| 13 | The Visitation I     |                 | 15 febbraio 1982 |                 | The Visitation   |
| 14 | The Visitation II    |                 | 16 febbraio 1982 |                 | The Visitation   |
| 15 | The Visitation III   |                 | 22 febbraio 1982 |                 | The Visitation   |
| 16 | The Visitation IV    |                 | 23 febbraio 1982 |                 | The Visitation   |
| 17 | Black Orchid I       |                 | 1º marzo 1982    |                 | Black Orchid     |
| 18 | Black Orchid II      |                 | 2 marzo 1982     |                 | Black Orchid     |
| 19 | Earthshock I         |                 | 8 marzo 1982     |                 | Earthshock       |
| 20 | Earthshock II        |                 | 9 marzo 1982     |                 | Earthshock       |
| 21 | Earthshock III       |                 | 15 marzo 1982    |                 | Earthshock       |
| 22 | Earthshock IV        |                 | 16 marzo 1982    |                 | Earthshock       |
| 23 | Time-Flight I        |                 | 22 marzo 1982    |                 | Time-Flight      |
| 24 | Time-Flight II       |                 | 23 marzo 1982    |                 | Time-Flight      |
| 25 | Time-Flight III      |                 | 29 marzo 1982    |                 | Time-Flight      |
| 26 | Time-Flight IV       |                 | 30 marzo 1982    |                 | Time-Flight      |

## Castrovalva
- Diretto da: Fiona Cumming
- Scritto da: Christopher H. Bidmead
- Dottore: Quinto Dottore (Peter Davison)
- Compagni di viaggio: Adric (Matthew Waterhouse), Nyssa (Sarah Sutton), Tegan Jovanka (Janet Fielding)

### Trama
Mentre il Dottore si ritira sul TARDIS per riprendersi dalla sua ultima rigenerazione, il Maestro rapisce Adric e manda il TARDIS indietro nel tempo fino al Big Bang, dove verrà fatto a pezzi. Tegan e Nyssa riescono a salvare la macchina del tempo, e presto si ritrovano a Castrovalva, un luogo leggendario per la sua atmosfera serena. Lì sperano che il Dottore sarà in grado di riprendersi dal trauma recente. Ma il Maestro è in agguato su Castrovalva, e presto diventa chiaro che ha attirato i viaggiatori del tempo in una trappola dalla quale non ci può essere scampo.

## Four to Doomsday
- Diretto da: John Black
- Scritto da: Terence Dudley
- Dottore: Quinto Dottore (Peter Davison)
- Compagni di viaggio: Adric (Matthew Waterhouse), Nyssa (Sarah Sutton), Tegan Jovanka (Janet Fielding)

### Trama
Cercando di riportare a casa Tegan, il Dottore fa atterrare invece il TARDIS su una nave spaziale orbitante intorno alla Terra. Il proprietario della stessa, Monarch, essere simile a una rana, ha visitato la Terra già quattro volte in passato, rapendo in ogni occasione esemplari di cultura umana. Il suo vero obiettivo, tuttavia, è trovare un modo per viaggiare più velocemente della luce, tornando così all'inizio del tempo nella speranza di incontrare Dio, che egli crede sia in realtà lui stesso. Nel perseguire questo obiettivo, ha esaurito le risorse del suo pianeta natale, Urbanka. Ora intende trapiantare gli Urbankani sulla Terra e sterminare l'umanità per fare spazio alla sua gente.

## Kinda
- Diretto da: Peter Grimwade
- Scritto da: Christopher Bailey
- Dottore: Quinto Dottore (Peter Davison)
- Compagni di viaggio: Adric (Matthew Waterhouse), Nyssa (Sarah Sutton), Tegan Jovanka (Janet Fielding)

### Trama
Il TARDIS trasporta il Dottore, Adric, Nyssa e Tegan nell'idilliaco pianeta Deva Loka simile a una giungla, che viene esaminato per una possibile colonizzazione da parte degli abitanti della Terra. Deva Loka è già sede di una razza di esseri apparentemente selvaggi, tuttavia, un misterioso popolo con strani poteri ha squilibrato mentalmente i membri della spedizione. A peggiorare le cose, un antico nemico dei nativi - un serpente chiamato Mara - si nasconde ancora a Deva Loka. Mara ha sete di vendetta e si intrufola nella mente di Tegan come mezzo per ottenere la vittoria.

## The Visitation
- Diretto da: Peter Moffatt
- Scritto da: Eric Saward
- Dottore: Quinto Dottore (Peter Davison)
- Compagni di viaggio: Adric (Matthew Waterhouse), Nyssa (Sarah Sutton), Tegan Jovanka (Janet Fielding)

### Trama
Nell'anno 1666, la peste nera dilaga in Inghilterra. Il Dottore, Adric, Nyssa e Tegan scoprono che degli alieni, i Terileptil, si nascondono in un piccolo villaggio e stanno tramando qualcosa. Loro hanno preso controllo di gran parte della popolazione locale e stanno facendo scappare gli altri terrorizzandoli utilizzando un androide travestito da Morte. Con l'aiuto del disoccupato Richard Mace, il Dottore apprende che i Terileptil intendono "ripulire" la Terra dalla razza umana, ed hanno messo insieme un esercito di topi portatori di piaghe per aiutarli a finire l'opera.

## Black Orchid
- Diretto da: Ron Jones
- Scritto da: Terence Dudley
- Dottore: Quinto Dottore (Peter Davison)
- Compagni di viaggio: Adric (Matthew Waterhouse), Nyssa (Sarah Sutton), Tegan Jovanka (Janet Fielding)

### Trama
Il Dottore, Adric, Nyssa e Tegan si ritrovano nell'Inghilterra del 1925, dove attraverso un caso di scambio d'identità, restano coinvolti in una partita di cricket di beneficenza a Cranleigh Halt. Lì, Nyssa scopre che la fidanzata di Charles Cranleigh, Ann Talbot, è esattamente il suo doppio. I Cranleigh nascondono tuttavia un oscuro segreto di famiglia: un orribile mostro nascosto in un'ala segreta della loro dimora. Il mostro, invaghitosi di Ann, si scatena durante un ballo in maschera e tenta di rapirla... ma prende Nyssa per sbaglio.

## Earthshock
- Diretto da: Peter Grimwade
- Scritto da: Eric Saward
- Dottore: Quinto Dottore (Peter Davison)
- Compagni di viaggio: Adric (Matthew Waterhouse), Nyssa (Sarah Sutton), Tegan Jovanka (Janet Fielding)

### Trama
Nel XXVI secolo, il Dottore, Adric, Nyssa e Tegan vanno in aiuto di un plotone di soldati, che stanno investigando sull'omicidio di un gruppo di scienziati avvenuto in una caverna sulla Terra. Il Dottore scopre che gli assassini sono degli androidi al servizio dei Cybermen, posti inoltre a guardia di una bomba in grado di distruggere il pianeta. Il Dottore disinnesca l'arma ed attraverso il segnale di detonazione, viene a sapere che il pericolo maggiore è ancora in agguato. I Cybermen si sono nascosti a bordo di un mercantile diretto verso la Terra, che inconsapevolmente servirà da testa di ponte per una massiccia invasione.

## Time-Flight
- Diretto da: Ron Jones
- Scritto da: Peter Grimwade
- Dottore: Quinto Dottore (Peter Davison)
- Compagni di viaggio: Nyssa (Sarah Sutton), Tegan Jovanka (Janet Fielding)

### Trama
Quando un Concorde scompare nel nulla, il Dottore scopre che l'aereo è stato scaraventato indietro nel tempo fino al Pleistocene. Recandosi lì, lui, Nyssa e Tegan trovano l'equipaggio del Concorde e i passeggeri messi in schiavitù dal sinistro Kalid, costretti a scavare un santuario all'interno di una misteriosa cittadella. All'interno è sepolta la coscienza di una razza aliena chiamata Xeraphin, che possiede poteri mentali devastanti. Il Dottore apprende che Kalid è in realtà il Maestro, il quale progetta di sfruttare il lato malvagio degli Xeraphin per devastare tutto il cosmo.